# Tentativa bolșevică de preluare a puterii în Chișinău din 5 ianuarie 1918
Tentativa bolșevică de preluare a puterii în Chișinău din 5 ianuarie 1918 reprezintă operațiunea declanșată de subdiviziunea Front-Otdel din Chișinău a organizației militare bolșevice RumCerOd din Odesa, împreună cu câteva unități militare bolșevizate, de preluare prin forță a puterii politice în Basarabia, împotriva parlamentului moldovenesc, guvernului și susținătorilor acestora.

## Preambul
În 1812, ca urmare a Tratatului de la București care a urmat Războiului ruso-turc din 1806-1812, în ciuda tuturor protestelor, Moldova a pierdut în fața Imperiului Rus partea sa estică, situată între râurile Prut și Nistru. Devenind cunoscut sub numele de Basarabia, teritoriul a fost anexat de Rusia și a fost apoi colonizat treptat și rusificat.:20 Învățământul în limba română a fost interzis, folosirea limbii române în administrație a fost și ea interzisă, în timp ce biserica ortodoxă din Basarabia, desprinsă de Mitropolia Moldovei a trecut sub jurisdicția Bisericii Ortodoxe Ruse, devenind, de asemenea, un instrument al politicii de rusificare,:270 inclusiv prin impunerea limbii slavone în locul limbii române ca limbă liturgică și rusificarea numelor preoților. În urma unirii Moldovei cu Țara Românească în 1859 și înființării Regatului României în 1881, politica externă a noului stat a devenit puternic influențată de ideea Trezirii Naționale Românești, vizând crearea României Mari, care să includă toți vorbitorii de limbă română, inclusiv locuitorii Basarabiei.
:161-163
În timpul Primului Război Mondial, în 1916–1917, România și Rusia au luptat ca țări aliate, iar în timpul iernii 1916/1917 comandamentul rus a dispus trimiterea Diviziei 35 Infanterie și Diviziei 15 Cavalerie către Frontul român, pentru a preveni ocuparea completă a țării. Partea de sud a României (72% din teritoriul țării) se afla deja sub controlul Puterilor Centrale, capitala însăși, București, fiind ocupată la 4 decembrie 1916. Trupele române și ruse s-au apărat cu succes împotriva ofensivei germane, iar frontul a fost stabilizat la mijlocul lunii august 1917.:15
Între timp, știrile despre Revoluția din februarie care l-a răsturnat pe țarul rus ajunseseră în Basarabia. Primul soviet local a fost creat în Bender (Tighina) la 21 martie 1917, iar până în mai 1917 au fost create soviete pe întreg teritoriul Basarabiei. Concomitent, în primăvara anului 1917, țăranii au început să-și împartă pământul între ei.:20–21 În a doua parte a lunii martie 1917 a fost creat și Partidul Național Moldovenesc (PNM), care a atras în primul rând proprietarii de pământ. Câștigând sprijinul guvernului român, partidul a militat pentru introducerea limbii moldovenești în instituțiile statului, abordând problema agrară doar în interesul moldovenilor și promovând treptat unirea cu România. Deși polarizarea națională a apărut în rândul soldaților armatei ruse, PNM nu a reușit să-și impună obiectivele diferitelor organizații apărute în contextul revoluțiilor: Congresul Învățătorilor din gubernia Basarabia, din aprilie 1917, a hotărât ca atât limba moldovenească, cât și limba rusă să fie folosite în educație, în timp ce Congresul I Gubernial al Țăranilor din Basarabia (3-5 iunie 1917) a decis transferarea tuturor pământurilor în proprietate publică, sub controlul comitetelor agrare rurale, a cerut tratament egal pentru toate grupurile naționale și a optat pentru autonomie în interiorul unei Rusii federative. Descriind situația, politicienii PNM Grigore Cazacliu și Ion Văluță au afirmat că „poporul moldovenesc ne consideră dușmanul său”.:21–22 Partidul nu a reușit să câștige popularitate în rândul basarabenilor care au votat în noiembrie 1917 în Circumscripția electorală a Basarabiei pentru alegerile pentru Adunarea Constituantă Rusă și a primit doar 2,3% din voturi.:161–163:31 Totuși, trei din cei cinci deputați reprezentând Sovietul gubernial de deputați ai țăranilor, Ion Inculeț, Pantelimon Erhan și Teodor Cojocaru, au fost aleși în Adunarea Constituantă Rusă, care a obținut 36,7% din voturi la alegerile din noiembrie 1917 în Circumscripția electorală a Basarabiei, dar au susținut în cele din urmă unirea Basarabiei cu România la 27 martie/9 aprilie 1918.
Pe lângă jafurile și violențele comise de dezertori, obișnuite în zonele din apropierea liniei frontului, cum era Basarabia, Revoluția din februarie a erodat și mai mult disciplina în rândul soldaților ruși, ducând la o creștere atât a numărului dezertorilor, cât și a cazurilor de banditism și tâlhărie.:57 În august 1917, nou-înființatul Comitet Executiv Militar Central al Moldovei de la Chișinău, susținut de Sovietul orașului Chișinău, a hotărât înființarea a zece unități naționale moldovenești de câte 40 de persoane,:22 acestea fiind inițial numite cohorte, apoi detașamente mobile. Misiunea principală a cohortelor era de a menține ordinea publică, obiectiv imposibil de îndeplinit  în contextul tulburărilor sociale și al rebeliunilor din rândurile soldaților ruși,:247–248 în schimb unitățile au intervenit pentru a împiedica țăranii să-și împartă pământurile marilor moșii și au ajutat la refacerea proprietății marilor moșieri.:23 Concomitent, situația internă din Rusia a dus și la apariția unor grupări bolșevice în rândul soldaților ruși, fiind create organizații distincte în Basarabia și pe Frontul român în lunile august și septembrie.:23 Influența bolșevică a ajuns să se manifeste chiar și în rândul anumitor detașamente moldovenești,:510 făcându-l pe Ștefan Ciobanu să declare ulterior că „tocmai acele câteva unități moldovenești aflate la dispoziția Sfatului Țării au fost infectate de bolșevism”.:369 Țăranii s-au radicalizat și ei, al doilea Congres gubernial al Țăranilor din Basarabia (9–13 septembrie 1917) solicitând transferul integral al pământului, apelor, pădurilor și resurselor în domeniul public, oglindind sloganul bolșevic „Tot pământul - țăranilor!”. Începând cu 7 octombrie, Comitetul Executiv Militar Central al Moldovei a decis înființarea unor unități sub comanda sa unică, fiind sprijinit cu soldați și ofițeri de către comandamentul rus al Frontului român și de Districtul Militar Odesa. Comitetul a convocat și un Congres al militarilor moldoveni, care a întrunit în jur de 600 de delegați, în majoritate ofițeri. La 3 noiembrie, Congresul a decis crearea unei adunări legislative, Sfatul Țării, care să susțină autonomia Basarabiei.:23
Răsturnarea Guvernului provizoriu rus de la Petrograd în octombrie 1917 (acțiune cunoscută sub numele de Revoluția din octombrie) și preluarea puterii în Rusia de către bolșevici, a generat dezorganizare și indisciplină în rândurile armatei ruse de pe Frontul de Est. Pe 22 noiembrie/5 decembrie 1917, Rusia sovietică a semnat la Brest-Litovsk un acord de încetare completă a focului cu Puterile Centrale, ordonând trupelor sale să înceteze lupta:25 și cerând o "pace fără anexări și despăgubiri", cu alte cuvinte, o înțelegere prin care succesorul Imperiului Rus nu plătea nicio despăgubire și nu ceda nicio palmă de pământ, rămânând, practic, un imperiu. Dmitri Șcerbaciov, comandantul trupelor ruse de pe Frontul român, a refuzat să respecte ordinele Guvernului sovietic. În aceste condiții, în rândurile armatei ruse au apărut două grupări adverse: una care a recunoscut noua conducere bolșevică de la Petrograd, hotărâtă să părăsească frontul, și o a doua grupare sub comanda generalului Șcerbaciov, care urmărea continuarea războiului. Între cele două grupuri au izbucnit curând conflicte și confruntări armate. În ciuda sprijinului militar român, Șcerbaciov, care devenise un „comandant fără armată”, nu a reușit să se impună în fața comitetului bolșevic local și, în cele din urmă, a fost silit să accepte semnarea unui armistițiu cu germanii.:61 În consecință, guvernul român și cel rus, pe de o parte și guvernele Triplei Alianțe, pe de altă parte, au semnat armistițiul de la Focșani, care avea ca obiect principal suspendarea ostilităților pe Frontul român. Armistițiul a fost semnat la 26 noiembrie/9 decembrie 1917, cu șase zile înainte de semnarea armistițiului dintre Rusia și Puterile Centrale, la Brest-Litovsk.:25–26 Decizia României de a nu participa la negocierile de la Brest-Litovsk, ci de a semna un armistițiu separat la Focșani pe 9 decembrie, a fost de fapt o mișcare de a îndepărta România de un viitor alături de bolșevici.

## Republica Democratică Moldovenească
În urma adoptării Declarației drepturilor popoarelor din Rusia, la data de 2/15 decembrie 1917 Sfatul Țării a proclamat autonomia Basarabiei în cadrul Republicii Ruse, sub numele de Republica Democratică Moldovenească, "care va intra în alcătuirea republicei federative democratice rusești, ca părtaș cu aceleași drepturi”. iar la 7 decembrie a fost învestit guvernul (Consiliul Directorilor Generali ai Basarabiei), sub conducerea lui Pantelimon Erhan.  Liderii locali au susținut că Basarabia ar trebui să rămână în cadrul noii Rusii, dar cu un statut „ca cel al Finlandei în imperiul țarist sau ca al unuia dintre cantoanele Elveției”.:32–33 Din cauza violențelor și a situației haotice din Basarabia, precum și a prevalenței analfabetismului în rândul maselor țărănești, nu au avut loc alegeri generale, iar locurile din Sfatul Țării au fost distribuite diferitelor grupuri sociale, minorități, organizații profesionale și grupuri de interese.:60 Delegații reprezentau doar patru dintre uezd-urile guberniei, care erau populate în principal de etnici moldoveni. În Bugeac, unde majoritatea populației era nemoldovenească, autoritatea Sfatului Țării a primit o recunoaștere limitată.:23–24 Adunarea legislativă și Consiliul Directorilor Generali urmau să administreze provincia până când Adunarea Constituantă a Basarabiei s-ar fi întrunit pentru a decide viitorul provinciei.:60
Între timp, în Basarabia au apărut diverse soviete, multe dintre ele controlate de menșevici, eseri și bundiști, inițial fără influențe bolșevice. Sovietele și Sfatul Țării s-au recunoscut reciproc, iar eserii și Sovietul țărănesc au primit locuri în adunare.:61 Atât Sovietul din Petrograd, cât și Consiliul Comisarilor Poporului au recunoscut noua republică moldovenească, Adunarea și guvernul acesteia.:34 În schimb, mai multe soviete locale au recunoscut guvernul lui Vladimir Ilici Lenin, iar până la jumătatea lunii decembrie sovietele locale au fost „bolșevizate”.:61
În contextul în care Basarabia se afla la sfârșitul anului 1917 sub teroarea trupelor rusești bolșevizate cantonate în gubernie și a bandelor de dezertori de pe front, Sfatul Țării nu a avut cum face față anarhiei instalate cu puținele sale unități militare (numite cohorte) – și ele contaminate parțial de bolșevism. Într-o primă încercare datată 8 decembrie 1918, Ion Pelivan și Vladimir Cristi, deputați atât ai Sfatului cât și membri ai Consiliului Directorilor, au solicitat la Iași, fără succes, ajutorul trupelor aliate.
În urma unei ședințe închise a Sfatului Țării, Consiliul Directorilor Generali ai Basarabiei a primit mandat să ia decizii în ceea ce privește acțiunile necesare salvării Republicii. Cererilor de ajutor adresate de Consiliul Directorilor atât generalului Dmitri Șcerbaciov cât și generalului Henri Mathias Berthelot de a trimite în Basarabia „trupe disciplinate și sigure”, nu li s-a putut răspunde pozitiv, după cum nici demersurile făcute pe lângă guvernul Ucrainei nu au avut succes. Cererile similare făcute Guvernului Brătianu au fost inițial declinate de acesta, în contextul dificilelor raporturi în care se afla România cu Puterile Centrale (orice pretext furnizat acestora ar fi putut să determine o rupere a armistițiului și ocuparea restului de teritoriu rămas liber).

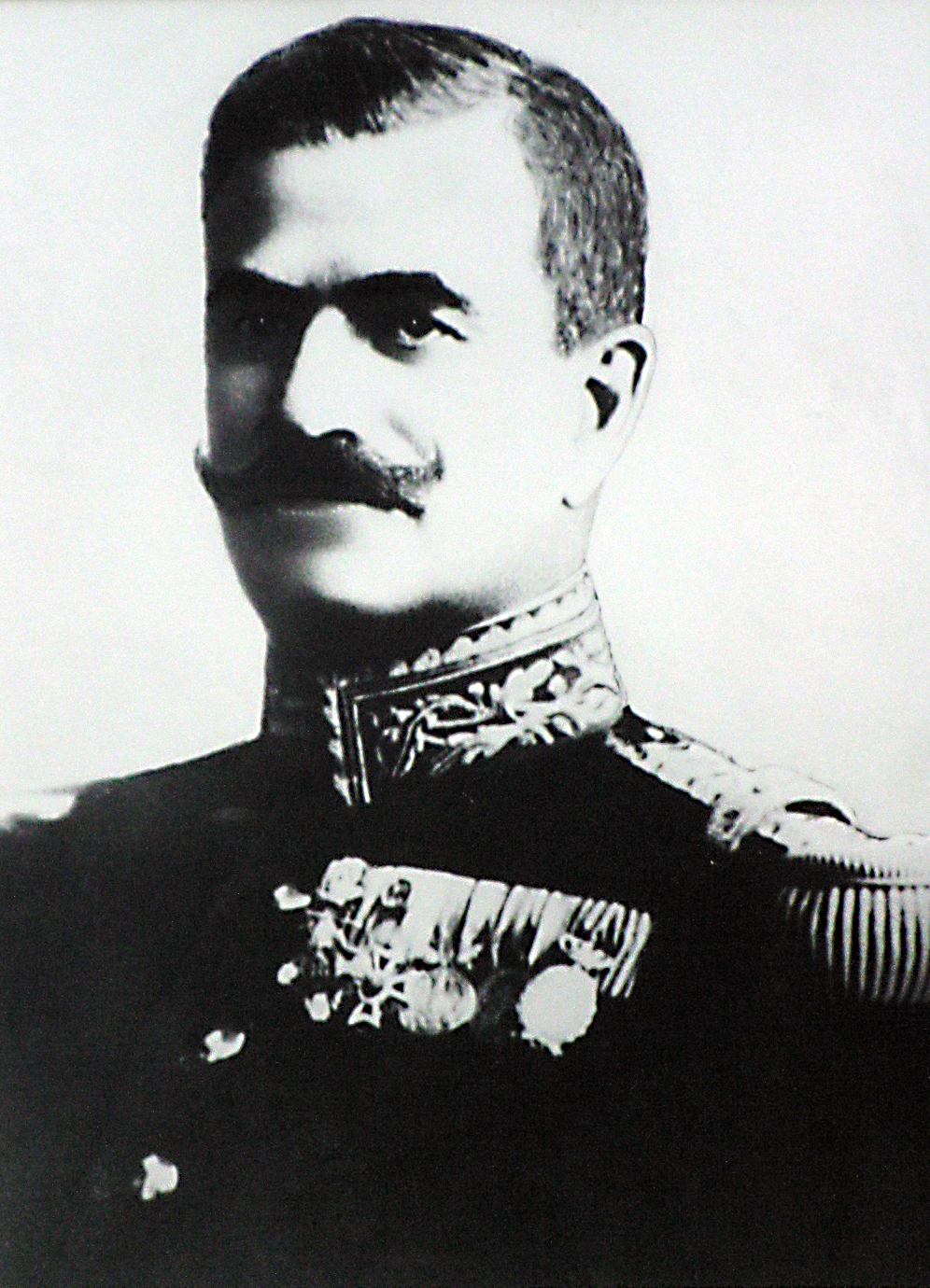
Generalul Constantin Iancovescu, Ministrul de Război al Regatului României

La 22 decembrie 1917, guvernul moldovenesc a solicitat ajutor militar printr-o telegramă (semnată de Pantelimon Erhan, Ion Pelivan și Vladimir Cristi) Ministerului de Război român, concretizat prin trimitere 
„a unui regiment ardelenesc, cu posibilă urgență. Totodată, vă rugăm să ordonați ca acest regiment să stea la dispoziția directorului Republicii Moldovenești.”
 Pe 24 decembrie în răspunsul său, Ministrul de Război român Constantin Iancovescu a  asigurat Sfatul Țării că 1.000 de voluntari ardeleni vor fi trimiși de la Kiev. ca sprijin (aceștia fiind destinați inițial doar să tranziteze Chișinăul, spre România).
În prima jumătate a lunii decembrie 1917 ca represalii la acțiunile trupelor române asupra trupelor ruse bolșevizate din Moldova, sovietul din Ungheni – stație de cale ferată cheie la granița româno-rusă, a început să rețină eșaloanele feroviare destinate trupelor regale române, Pe data de 26 decembrie trimiterea de mărfuri pe căile ferate către România a fost blocată de bolșevici, iar încercarea guvernanților basarabeni de a prelua sub controlul lor căile ferate, a eșuat, după cum a eșuat și intenția lui Șcerbaciov – la care apelase Sfatul Țării, de a trimite în Basarabia Divizia a 7-a Cavalerie și 61 Infanterie.
Ca urmare a părerilor diferite pe care facțiunile din Sfat le-au avut asupra provenienței ajutorului care ar fi trebuit dat Republicii, s-a ajuns la o situație de criză. Reevaluarea situației s-a făcut în ședința Sfatului din 27-28 decembrie 1917, când a fost abordată posibilitatea unei alianțe cu Ucraina. Cele 3 facțiuni parlamentare au avut următoarele poziții:
- Blocul Moldovenesc și-a afirmat încrederea în guvern, precizând ca în caz de strictă necesitate să se apeleze la Cartierul General rus de pe frontul din Moldova. Aceasta ar fi trebuit însă făcută sub rezerva obținerii de garanții din partea Aliaților și Ucrainei privind neamestecul în afacerile interne ale Republicii, iar trupele ar fi trebuit puse sub comanda ministrului republican de Război.[35]
- Facțiunea socialistă a declinat ideea de a se cere ajutor statului român și a solicitat să se ceară ajutorul Ucrainei.[35]
- Facțiunea minorităților și-a exprimat și ea încrederea în guvern, insistând pe obținerea garanțiilor internaționale.[35]

Poziția facțiunii minorităților a fost cea care a prevalat în urma votului, astfel că au fost desemnata două delegații oficiale, una care să reprezinte Republica la tratativele de pace de la Brest-Litovsk și alta pentru a obține garanții din partea Ucrainei prin semnarea unui tratat de asistență politică, economică și militară.

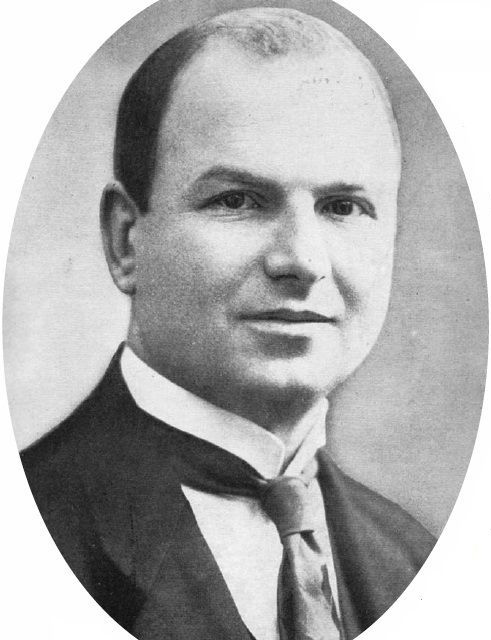
Ion C. Inculeț
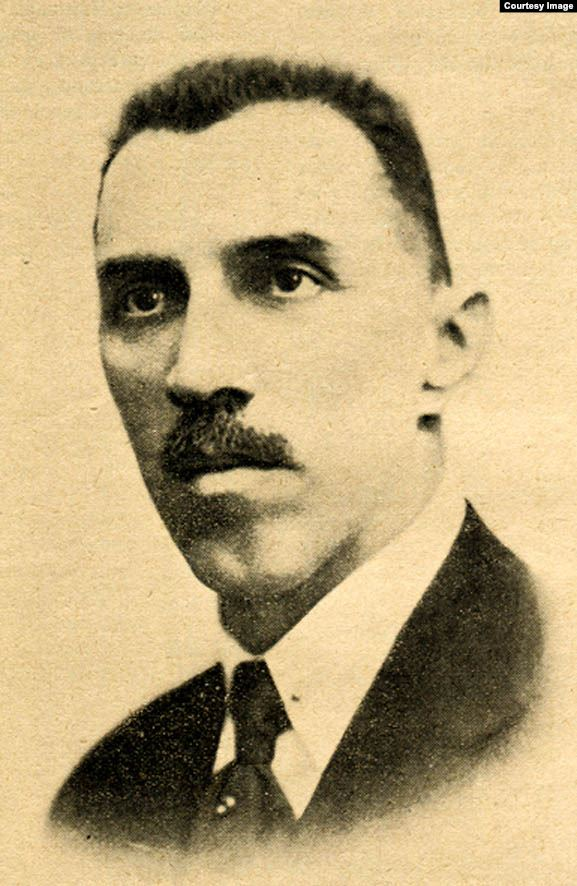
Pantelimon Erhan
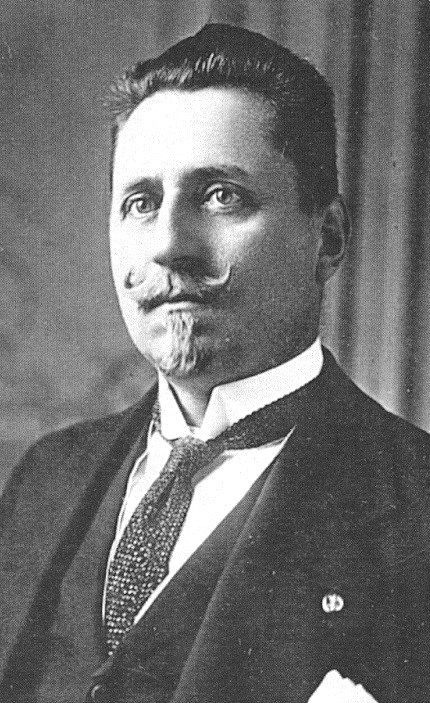
Ion Pelivan
Vladimir Cristi
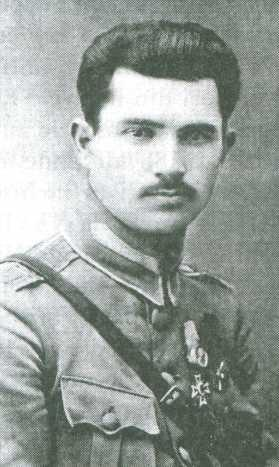
Gherman Pântea

## Regatul României
Încă din primăvara anului 1917, guvernul român a acționat pentru a preveni pătrunderea tulburărilor revoluționare în țară. După arestările din aprilie, menite a suprima agitația împotriva războiului din partea social-democraților, o serie de activiști radicali, printre care și Cristian Rakovski, s-au refugiat la Odesa. Acolo, exilații revoluționari români au format un Comitet de acțiune pentru a-și susține cauza, fiind sprijiniți de muncitorii români care veniseră la Odesa pentru a opera echipamentele evacuate din porturile navale românești,:270 în urma ocupării acestora de forțele Puterilor Centrale.
La sfârșitul anului 1917 exista o penurie de alimente pe teritoriul Moldovei Occidentale rămase în afara ocupației germane, într-un context în care în Basarabia se aflau importante stocuri de provizii și teritoriul acesteia devenise amenințat de extinderea bolșevismului din sudul Ucrainei. Ca atare, atât Guvernul României cât și Aliații au devenit progresiv interesați de ceea ce se întâmpla la est de Prut, ultimii îndemnând autoritățile române să trimită trupe în Basarabia. Același îndemn a venit și din partea generalului rus Dmitri Șcerbaciov, comandantul Frontului din Moldova, care a precizat că trupele vor fi retrase după îndeplinirea misiunii. În mod aparent paradoxal, Puterile Centrale au avut aceeași poziție, ele fiind interesate de a-i determina pe românii angajați în negocierile de pace de la Focșani să fie receptivi, acestea oferind în compensație pentru teritoriul dobrogean pe cel basarabean. Mai mult, luând act de declarațiile lui Woodrow Wilson și ale lui Lloyd George, prim miniștrii Ion I. C. Brătianu și mai apoi Alexandru Averescu au ajuns la concluzia că în cazul unei victorii a Antantei, România nu va obține noi teritorii. Astfel, oferta Basarabiei a devenit deosebit de tentantă, ținând cont de condițiile catastrofale de la finele anului 1917.
Având în vedere suprimarea anarhiei pe teritoriul dintre Prut și Nistru, Comandamentul german a promis să nu profite de retragerea unor unități române din prima linie, destinate a fi folosite cu acest scop.
La 21 noiembrie, ambasadorul României la Londra a informat conducerea Regatului Unit că armata română este pregătită să participe la lupta împotriva sovieticilor, iar două zile mai târziu, președintele SUA a promis sprijin pentru revendicările teritoriale românești în schimbul participării la o intervenție antisovietică. De asemenea, Șcerbaciov a fost de acord să transfere în România arme rusești, muniție și provizii de hrană, în schimbul a 16 milioane de ruble. O parte urmau să fie transferate generalului Alexey Kaledin, recunoscut de Antanta drept reprezentant legitim al Rusiei.:26–27
În timp ce se retrăgeau de pe teritoriul României, grupuri de militari ruși și chiar unități întregi au început să comită diverse acte de violență și tâlhărie, ducând la o serie de confruntări cu armata română la Socola, Galați, Pașcani, Spătărești și Mihăileni. Totuși, principala cauză care a dus la acțiunile României împotriva soldaților ruși a fost starea haotică a armatei ruse și pericolul sporit reprezentat de concentrarea trupelor bolșevice la Iași și în împrejurimi. Aceste trupe vizau suprimarea lui Șcerbaciov, detronarea Regelui Ferdinand I și instaurarea unui regim comunist în România. Asemenea argumente au determinat Guvernul României să adopte, în noaptea de 8/21 decembrie spre 9/22 decembrie 1917, „măsuri excepționale”. Armatei române i s-a ordonat să permită doar deplasările autorizate pentru coloanele rusești care se îndreptau spre Prut și să dezarmeze toate trupele rusești aflate în dezordine.
Intervenția României a fost solicitată de Șcerbaciov după ce bolșevicii de sub comanda lui Semion Roșal, cu sprijinul garnizoanei Socola, au anunțat că au preluat puterea pe frontul român pe 16 decembrie.:27 După negocierile eșuate de la Iași, trupele ucrainene și patru regimente române au arestat pe 21 decembrie echipa bolșevică de negocieri, l-au împușcat pe Roșhal, au dizolvat comitetul revoluționar și au dezarmat trupele loiale acestuia. Sosit de la Petrograd cu misiunea de a prelua controlul Comitetului Militar Revoluționar al Frontului Român, Roșal a încercat, cu ajutorul unor militari bolșevici, să-l aresteze pe generalul Șcerbaciov. Generalul a fost salvat de gărzile sale ucrainene și de intervenția ofițerilor francezi și români. După ce a fost reținut de români, Roșal a ajuns în „condiții neclare” în mâinile rușilor antibolșevici. Cadavrul său a fost găsit ulterior lângă o linie de cale ferată, fiind probabil împușcat de „oponenții săi politici și ideologici ruși”.. În zilele următoare, românii au dezarmat toate trupele ruse considerate „nesigure”, au întrerupt accesul rușilor la depozitele de alimente și au internat militari ruși în lagăre.:27–28 În dimineața zilei de 9/22 decembrie 1917, trupele române, cu ajutorul soldaților ucraineni loiali generalului Șcerbaciov, au înconjurat garnizoana rusă de la Socola și au dezarmat-o. Nu au fost înregistrate victime în acest incident, toți cei 3.000 de soldați ruși fiind urcați în trenuri și trimiși peste Prut. Trupele române din alte așezări din Moldova au urmat exemplul, însă în mai multe locuri acțiunile lor au dus la confruntare armată.:35 Meltyukhov susține însă că, pentru a-și justifica acțiunile, guvernul român a pretins că trupele ruse au comis jafuri și pogromuri,:27–28, sugerând că afirmațiile ar fi fost exagerate, în scop propagandistic.
Acțiunile trupelor române pentru restabilirea ordinii pe teritoriul României au fost catalogate de Guvernul sovietic drept „criminale”, fiind urmate de note ultimative care aveau caracterul unei declarații de război. Comisarul pentru Afaceri Externe, Leon Troțki, i-a reproșat reprezentantului României la Petrograd, Constantin Diamandi, amestecul în treburile interne ale Rusiei, în timp ce Diamandi a răspuns că acțiunile României au fost măsuri polițienești împotriva devastărilor comise de către trupele ruse.

## Situația din Chișinău

### Tentativa bolșevică de preluare a puterii

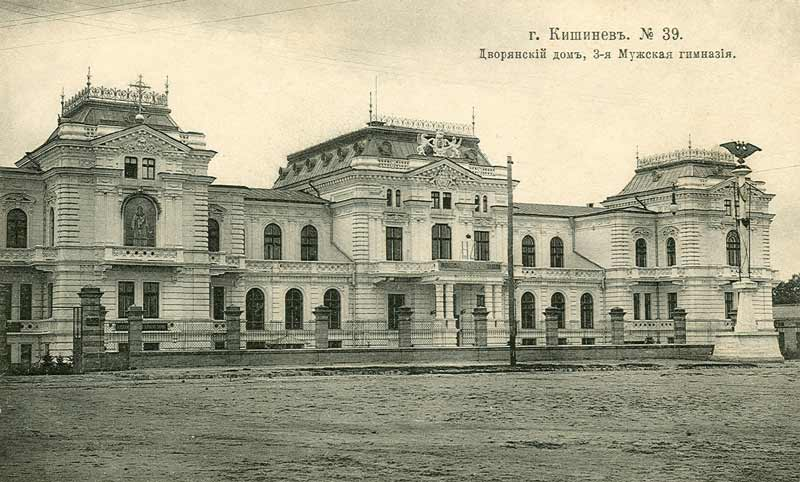
Sediul consiliului legislativ - Sfatul Țării

Până la sfârșitul lunii decembrie 1917, bolșevicii au preluat conducerea în majoritatea sovietelor locale și la 26 decembrie 1917/6 ianuarie 1918, în vederea pregătirii pentru respingerea unei intervenții iminente, au creat un comandament unificat la Chișinău, denumit Comitetul Militar Revoluționar din Basarabia, condus de Evgheni Venediktov și care era format atât din trupe din regimentele de rezervă, cât și din unități care se retrăgeau de pe frontul român.:62:370:31–32 Chiar înainte de această mișcare, Sovietul orașului Chișinău a început să critice activitatea Sfatului Țării, iar câteva zile mai târziu, Comitetul Executiv al Sovietelor țăranilor basarabeni, Sovietul orașului Chișinău și Comitetul Central al Ofițerilor și Soldaților Moldoveni au convocat o întâlnire. pentru a asigura o alcătuire mai bună, democratică, a adunării legislative basarabene. Aceasta a fost în cele din urmă anulată după ce delegații bolșevici basarabeni la cel de-al doilea congres al Rumcerod, care a avut loc la Odesa între 23 decembrie 1917 și 4 ianuarie 1918, au adoptat o rezoluție prin care condamnau ferm Sfatul Țării și au decis să trimită la Chișinău reprezentanți ai Secțiunii Frontului a Rumcherod ("Front-Otdel") pentru a prelua controlul regiunii.:62–63 Scopul bolșevicilor era acela de a instaura puterea sovietică și de a menține Basarabia ca parte a Rusiei.
În noaptea de 31 decembrie 1917/13 ianuarie 1918, punctele și clădirile strategice din Chișinău au fost capturate de bolșevici, iar Front-Otdel s-a autoproclamat puterea supremă în Basarabia,:63:370 însă Sfatul Țării nu a fost dizolvat. Front-Otdel a ordonat tuturor autorităților să urmeze cu strictețe numai ordinele sale și nu pe cele ale Consiliului Central al Ucrainei, ale generalului Șcerbaciov sau ale altor organisme autoproclamate. Mai mult, a ordonat tuturor structurilor militare ale Frontului Român să părăsească teritoriul României și să se mute la Chișinău și a ordonat comitetelor militare să reconstruiască o armată pentru apărarea Basarabiei. Front-Otdel a cerut, de asemenea, ca guvernul de la Petrograd să îndrume guvernul de la Chișinău să refuze orice intervenție militară românească.:32 La 3/16 ianuarie 1918, deputații socialiști proruși s-au retras din Sfatul Țării și au emis o declarație în care cereau ralierea la revoluția bolșevică rusă și se declarau împotriva sosirii armatei române în Basarabia, susținând că erau „prea mulți moldoveni și elemente burgheze în Sfatul Țării". La 5/18 ianuarie, Front-Otdel împreună cu organizația bolșevică locală au început înlăturarea altor structuri de stat moldovenești.:510 Potrivit lui Marcel Mitrasca, bolșevicii au desființat Sfatul Țării, înlocuindu-l cu un autoproclamat Soviet Moldovenesc (în componența căruia nu erau etnici moldoveni).:35– 36
În aceste condiții, Cristi, Pelivan și Erhan au mers la Iași pentru a cere încă o dată intervenția armatei române în Basarabia, pentru a lupta împotriva acțiunilor bolșevice de subminare a Sfatului Țării.:64 Ca urmare a situației critice în care se aflau adunarea legislativă și guvernul moldovean, sub pretextul asigurării liniilor de aprovizionare împotriva raidurilor bolșevicilor și bandelor înarmate, guvernul român a acceptat trimiterea armatei în Basarabia, măsura fiind susținută de reprezentanții Antantei (misiunile franceză și britanică la Iași), dar și de generalul rus Șcerbaciov, comandantul armatei ruse pe frontul român.:36:33:371
Wim van Meurs consideră că o parte semnificativă a opiniei publice basarabene a fost ferm împotriva unei intervenții românești, temându-se că reformele promise vor fi abandonate. Propaganda bolșevică a folosit aceste temeri, susținând că Blocul Moldovenesc din Sfatul Țării a vândut Basarabia României și că plănuia să renunțe la reforma agrară.:84
Gherman Pântea, Directorul responsabil cu militarii în guvernul de la Chișinău, considera că „populația moldovenească și mai ales soldații moldoveni erau agitați și furioși că românii vor veni să le ia pământul obținut în urma revoluției și libertățile câștigate după un secol de suferință”.:370
Octavian Țîcu consideră că, în primul rând, nu atitudinea, favorabilă sau nu intervenției trupelor române în Basarabia, ci dezintegrarea Imperiului Rus, anarhia locală și nevoia absolută a aliaților occidentali de a se menține frontul româno-rus, de a i se asigura aprovizionarea, comunicațiile și retragerea, au fost principalii factori care l-au determinat pe generalul Șcerbaciov să ceară guvernului român să trimită armata română în Basarabia, pe fondul lipsei de organizare a armatei ruse.

### Intervenția Armatei Române în Basarabia

Harta Republicii Democratice Moldovenești

La 6 ianuarie, guvernul român, în acord cu autoritățile ucrainene, a ordonat trupelor transilvănene să înainteze de la Kiev spre Chișinău și să execute în paralel un atac asupra orașului de graniță Ungheni, care avea o garnizoană bolșevică.:32 La sosirea lor în gara Chișinău, pe 19 ianuarie, în jurul orei 1, cei 800 până la 1.000 de ardeleni au fost întâmpinați de Regimentul 1 Infanterie Moldovenesc, Regimentul 5 de Cavalerie Zaamursky și un detașament al Gărzilor Roșii organizat de Front-Otdel. După ce ardelenii au refuzat predarea armelor, a izbucnit o luptă, aceștia fiind în cele din urmă dezarmați și arestați, pierzând cinci sau șase miltari uciși și mulți răniți, supraviețuitorii fiind apoi trimiși înapoi la Kiev.:371:64–65:32
Încercările lui Erhan și Inculeț de a convinge trupele moldovenești să-i elibereze pe ardeleni, pretinzând că erau doar în tranzit, au eșuat după ce soldații capturați au declarat că au fost trimiși să preia depozitele românești și să lichideze bolșevicii.:372:32 Totuși, potrivit lui Vasile Tutula, după ce soldații ardeleni au fost arestați, bătuți, obligați să mărșăluiască pe străzile orașului în uniforme rupte, fiind batjocoriți și scuipați, unii dintre ei au fost apoi eliberați prin forță de trupele moldovenești care le-au oferit adăpost în cazărmi, în timp ce potrivit lui Dorin Dobrincu, ardelenii au fost eliberați după câteva zile, în contextul intrării trupelor române în Basarabia.
Între timp, comandamentul român a decis pe 17 ianuarie să trimită alte trupe spre Basarabia, mai multe unități trecând Prutul pe 18 și 19 ianuarie.:33 Atacul de la Ungheni a început în zorii zilei de 18 ianuarie implicând, pe lângă trupele române, trupe rusești încă loiale lui Șcerbaciov și unități naționaliste ucrainene. Trupele combinate au reușit să-i învingă pe sovietici și să cucerească orașul, executând cei doisprezece membri ai Sovietului local de deputați ai soldaților. În seara zilei următoare, trupele române ajunseseră la Strășeni, îndreptându-se spre Chișinău, dar fiind întâmpinate de un puternic baraj de foc sovietic la Ghidighici și Cojușna. În noaptea de 20 ianuarie, trupele de intervenție s-au retras în dezordine spre Strășeni, abandonând armele și predându-se în grupuri mici, urmărite de unitățile de cavalerie ale Front-Otdel. Întâmpinat de ostilitate de către sătenii din zonă, un detașament de peste o mie de români a fost înconjurat și s-a predat la Strășeni. Trupele române și detașamentele rusești conduse de generalul Nekrașov, reprezentantul lui Șcerbaciov, s-au retras spre Ungheni și au încercat să se regrupeze la Cornești în cursul zilei de 20 ianuarie, dar au fost înconjurate de un batalion al revoluționarilor. Unele dintre aceste trupe s-au predat, în timp ce restul au reușit să evadeze și să se retragă spre România. Generalul Nekrasov abia a scăpat de linșajul propriilor soldați, fiind în cele din urmă ucis de localnici.:372–373 La 21 ianuarie, detașamentul sectorului 2 de cale ferată, care avea sarcina de a repara linia dintre Chișinău și Strășeni, a atacat un detașament de trupe române, capturând 40 de militari, ceilalți retrăgându-se spre Ungheni.: 33
Cam în aceeași perioadă, armata română împreună cu trupele ruse loiale lui Șcerbaciov au încercat să formeze un cap de pod în sudul Basarabiei, ocupând Cahul, Vadul lui Isac și Manta. Încercând să intre în Bolgrad, au fost întâmpinați de trupele Comitetului Militar Revoluționar al Armatei a 6-a Rusă, care, în noaptea de 22/23 ianuarie, împreună cu cîteva detașamente moldovenești, au reușit să-i dezarmeze după o scurtă luptă, trupele române fiind obligate să se retragă din Bolgrad, Cahul, Leova și Vulcănești.:33:373–374 Garnizoana și localnicii din Reni au reușit, de asemenea, să respingă un atac de peste graniță, în timp ce generalii ruși Kotzebue, Dedyushin și Ivanov au fost arestați, fiind considerați colaboratori ai invadatorilor români. :373–374

### Preluarea orașului Chișinău de către sovietici

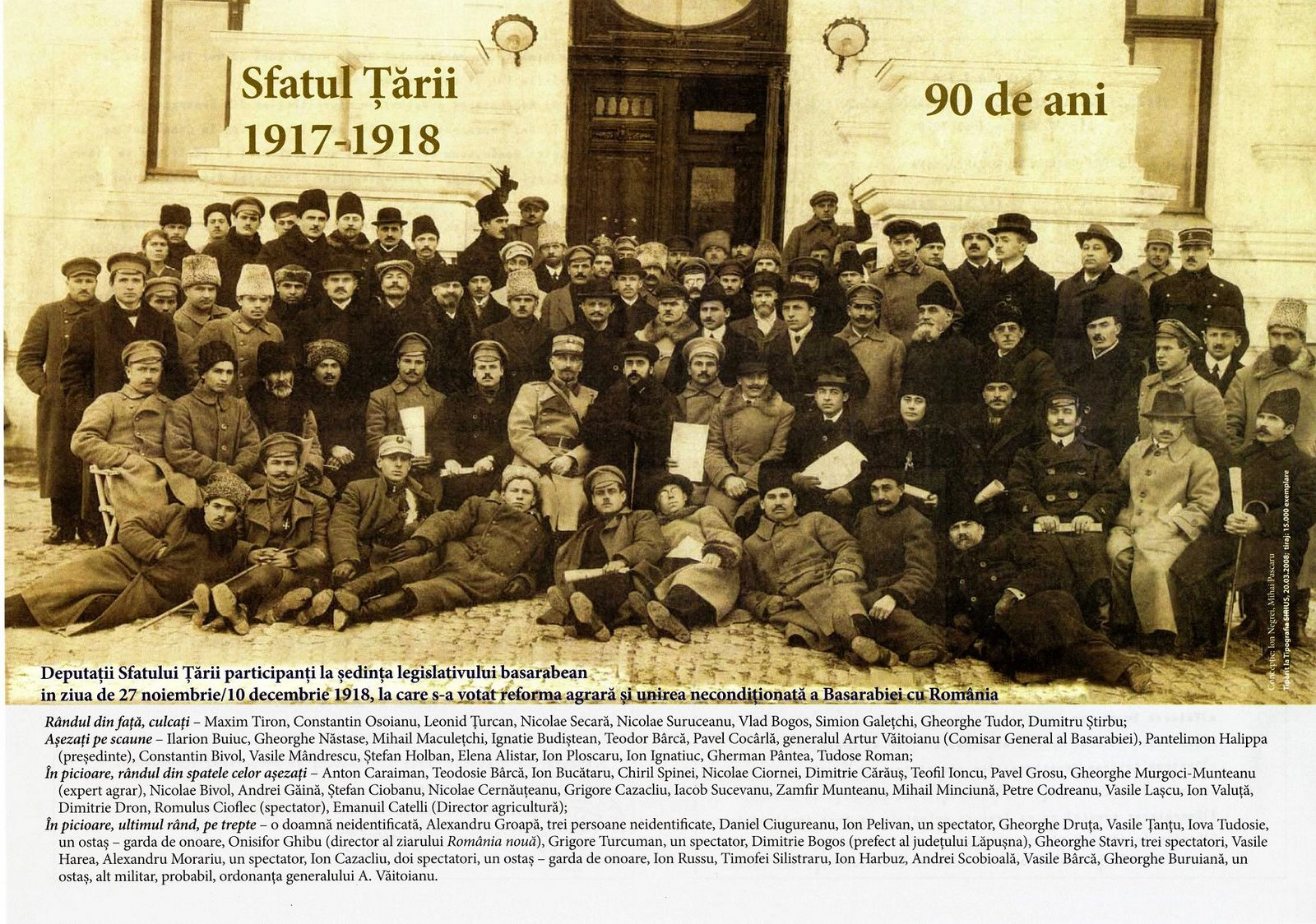
Sfatul Țării, 10 decembrie 1918.jpg

Între timp, bolșevicii au atacat sediul Comisiei Inter-Aliate, arestând militari și oficiali ai statelor Antantei, precum și mai mulți deputați ai Sfatului Țării. Liderii moldoveni, Erhan și Inculeț, au fost invitați la o ședință comună de urgență a Comitetelor executive ale provinciei Basarabia și orașului Chișinău, Sovietelor deputaților muncitorilor și soldaților,  Comitetului Executiv al Sovietelor țăranilor basarabeni și Comitetului Executiv Militar Central al Moldovei, care s-au întrunit la 19 ianuarie pentru a declara stare de război. Erhan și Inculeț au declarat în cadrul ședinței că nu știu nimic despre intrarea trupelor române și că vor demite orice directori care ar fi putut avea vreo legătură cu asta. În funcție de context, ei fie au fost nevoiți să redacteze și să trimită guvernului român o telegramă de protest la adresa intrării armatelor române și prin care se cerea încetarea intervenției militare în Basarabia,, fie au făcut-o voluntar, pentru a elimina suspiciunile la adresa lor.:374:34 Nu este clar dacă preluarea puterii de către Front-Otdel a fost precipitată de intervenția militară română sau a fost rezultatul faptului că aceasta câștigase loialitatea majorității sovietelor locale din Basarabia în ziua precedentă. :65 Erhan și Inculeț au fost, de asemenea, nevoiți să ordone regimentelor moldovenești să se opună înaintării trupelor române:65 Pantelimon Halippa a susținut că Gherman Pântea a semnat de fapt ordinul, despre care Inculeț și Erhan știau, dar ordinul nu a ajuns la trupele moldovenești, fiind folosit doar drept justificare în fața conducătorilor bolșevici care controlau Chișinăul. Nu este clar dacă Erhan și Inculeț au fost forțați de bolșevici să ordone opunerea de rezistență la avansul românesc sau dacă au repudiat cu adevărat sosirea „eliberatorilor” români.:65 Liderii moldoveni nu aveau o perspectivă unitară asupra viitorului Basarabiei: în timp ce Halippa și Pelivan căutau o unire cu România, Erhan și Inculeț erau politicieni de stânga care doreau o Republică Moldova, fie independentă, fie ca parte a unei viitoare Federații Ruse. Inculeț în special, în calitate de președinte al Sfatului Țării, nu a luat parte la nicio misiune în fața guvernului român, iar ulterior a fost împiedicat să participe la negocierile de la Brest-Litovsk, întrucât românii se temeau că va sprijini încorporarea Basarabiei în Federația Rusă.:65 Pe 20 ianuarie, Sfatul Țării și Consiliul Directorilor Generali pierduseră orice putere pe care o mai aveau asupra Basarabiei, sovieticii preluând controlul.:374 „Front-Otdel” a deschis depozitele militare și a distribuit arme populației locale, organizând Gărzile Roșii locale. În noaptea de 20, în Chișinău a fost decretată legea marțială, s-a dizolvat Sfatul Țării și s-a scos în afara legii Consiliul Directorilor Generali și orice organizații care desfășurau „activitate contrarevoluționară”. De teamă că vor fi arestați, mulți membri ai Sfatului Țării s-au ascuns sau au părăsit orașul, în timp ce unii dintre directori, cu ajutorul atașatului militar francez și al moșierului Pantelimon V. Sinadino, liderul Uniunii Proprietariilor de terenuri din Basarabia, au plecat la Iași pentru a cere o intervenție românească.:34

### Ofensiva principală și cucerirea orașului Chișinău
Forțele române care au efectuat intervenția în Basarabia numărau două divizii de infanterie și două de cavalerie, însumând 50.000 de militari.:375–376 La 20 ianuarie, Comandamentul Român a ordonat trupelor sale să treacă Prutul, iar primele unități românești au intrat în Basarabia a doua zi. În dimineața zilei de 10/23 ianuarie, Divizia a 11-a Infanterie a generalului Ernest Broșteanu a traversat râul Prut, cu misiunea să cucerească Chișinăul și să avanseze spre Tighina (Bender), Divizia 1 Cavalerie trebuia să  atace Bălți și Soroca, Divizia 13 Infanterie trebuia să ocupe sudul Basarabiei, în timp ce Divizia 2 Cavalerie avea menirea de a asigura legătura între cele două divizii de infanterie ocupând zona Cimișlia. La 25 ianuarie, toate diviziile române au fost comasate în Corpul VI Armată, sub comanda generalului Ioan Istrate.:167–168:35
La 12/25 ianuarie 1918 generalul Prezan într-un comunicat către basarabeni, a declarat că armatele române au intrat în provnicie pentru „a aduce rânduială și liniște în satele și târgurile” basarabene, „punând la adăpost viața și avutul întregului popor împotriva răufăcătorilor” și pentru asigura transportul „celor trebuincioase pentru traiul armatelor ruse și române”. În același comunicat a precizat că România nu dorește să ocupe Basarabia.:181
Aflat în defensivă, Front-Otdel controla în Chișinău circa 6.000 de militari, inclusiv Regimentul 1 Infanterie Moldovenesc, Regimentul 1 Husari Basarabean, Regimentul 1 Husari Moldovenesc, Regimentele 3 și 5 de Cavalerie Zaamursky, Brigada a 14-a de Artilerie și mai multe detașamente de voluntari ale Gărzilor Roșii. Aceste trupe au fost însărcinate să „reziste până la sosirea întăririlor, iar odată cu sosirea acestora să treacă la contraofensivă și să-i alunge pe români din Republica Moldova”. Printre apărători se numărau Filipp Levenson, Grigore Cotovschi și Iona Iakir.:375–376 Două zile mai târziu, Inculeț și reprezentanții comitetelor militare moldovenești s-au întâlnit la Călărași cu generalul Broșteanu. Ambele părți au convenit că românii „nu se vor amesteca în treburile interne ale Basarabiei”. Totuși, când a fost informat de delegații moldoveni că pedeapsa cu moartea a fost abolită în Basarabia, Broșteanu a răspuns că va fi judecătorul suprem și va aplica orice pedeapsă pe care o va considera potrivită.:377 Prim-ministrul român Take Ionescu avea să declare mai târziu că „întreaga lume știa că trupele au fost trimise în Basarabia pentru a desăvârși, când va fi posibil, actul final de unire cu Basarabia”.:375:38 La Odesa, ședința plenară din 20 ianuarie a Comitetului Executiv Central al Rumcherod a decis să se constate „starea de război cu România” și a declarat o mobilizare generală pentru detașamentele de voluntari din raioanele Odesa, Tiraspol, Herson, Cetatea Albă și Bender. Rumcherod a hotărât, de asemenea, arestarea oricăror oficiali români aflați în oraș și sechestrarea proprietăților românești. Decizia a fost anulată a doua zi, Rumcherod sperând să obțină o soluționare diplomatică a conflictului. La 23 ianuarie, Rumcherod a transmis oficial consulului român și misiunilor britanice și franceze cererea ca guvernul român să-și retragă trupele din Basarabia și ca trupele rusești de pe frontul român să primească permisiunea de liberă trecere spre Rusia. În timp ce reprezentantul României a negat o intervenție a trupelor române, misiunea Antantei a răspuns că trupele au fost trimise pentru a proteja depozitele românești.:36–37
În primele zile ale ofensivei, trupele române care trecuseră Prutul între Ungheni și Leova au ocupat Ungheni, Căinari și Pogănești. În drumul lor, au ocupat facilitățile feroviare și depozitele de alimente, au dispersat sovietele și comitetele țărănești și au împușcat membrii acestora, rechiziționând provizii de hrană de la țărani.:35 După trei zile de luptă, trupele române care înaintau dinspre Hîncești și Strășeni au cucerit orașul Chișinău în seara zilei de 13/26 ianuarie 1918,:375:39 fiind întâmpinați de Erhan și Pântea, însoțiți de mai multe batalioane moldovenești. Totuși, potrivit unor relatări, mai multe unități moldovenești au luptat „umăr la umăr” alături de revoluționarii ruși împotriva Armatei Române,:65 rapoartele Sfatului Țării indicând că 86% din trupele moldovenești au luptat de partea Front-Otdel, iar „soldații erau hotărâți să-i ucidă pe ofițerii suspectați de trădare”.:376 Trupele sovietice s-au retras la Tighina fără a opune rezistență trupelor române în oraș.:511:377 Din punctul de vedere al sovieticilor, factorii care au dus la eșecul apărării Chișinăului au inclus inferioritatea numerică a efectivelor, gestionarea defectuoasă a unităților existente, fricțiunile interpartinice între diferitele organizații sovietice și succesul susținătorilor Sfatului Țării în rândul ofițerilor care au reușit să neutralizeze o parte din regimentele moldovenești.:376 Astfel, unii ofițeri au reușit să trimită trupe moldovenești departe de oraș, într-un sector pasiv, în timp ce susținătorii lui Șcerbaciov, încă activi în rândul trupelor din sudul Basarabiei, au reușit să împiedice unitățile rusești din Corpul 47 Armată rus și alte unități ale Armatei a 6-a rusă să vină în sprijinul apărătorilor.:376–377

## Consecințe
În ziua căderii Chișinăului, guvernul de la Petrograd a decis să rupă toate relațiile diplomatice cu România și a expulzat reprezentanții acesteia, a declarat rezervele de aur românești „inaccesibile oligarhiei române” și l-a declarat pe Șcerbaciov „dușman al poporului”. A doua zi, generalul Broșteanu a intrat oficial în oraș, armata română organizând o paradă. Întrucât guvernul român nu a răspuns protestelor sale, Rumcherod a anunțat pe 4 februarie că se consideră în război cu România și, pe 6 februarie, a ordonat unităților de pe Frontul Român și Districtului Militar Odesa „să opună de îndată rezistență armată împotriva trupelor militare românești care au intrat în Basarabia, precum și în orice localitate în cazul în care forțele române vor încerca să dezarmeze trupele sovietice sau să sechestreze material și echipament militar”.:39–40
La 15/28 ianuarie, în cadrul unei ședințe comune extraordinare a Sfatului Țării și a guvernului, Inculeț a salutat și a argumentat prezența militară românească în Basarabia, vorbind despre garanțiile românilor, în timp ce Erhan l-a asigurat pe generalul Broșteanu că guvernul de la Chișinău va lua toate măsurile pentru a sprijini acțiunea armatei române.